# 影印号
影印号(Phootprint)为欧洲航天局(ESA)提出的一项于2024年发射的火卫一采样返回任务。

## 概述和现状
影印号任务是欧空局“火星机器人探测准备计划2”(MREP-2)的候选任务。2014年，欧空局资助了该项目为期8个月的A阶段前期可行性研究及工业系统研究。目前，它处于A阶段，即“任务定义研究”阶段。
该任务被提议于2024年使用阿丽亚娜5号发射，2026年初作为备用日期。地球将会给绕行星变轨提供更大的发射裕度。该探测器将环绕火星飞行以进入特定阶段，一旦就绪，它将进入着陆火卫一的准卫星轨道，由于重力较低，在样本采集和启动地球返回舱(ERC)过程中，着陆器将固定在地面。
该任务将持续约3.5年，包括巡航、轨道测绘、表面7天作业和样品返回飞行时间，航天器将由太阳能电池板供电。
2015年8月，欧洲空间局-俄罗斯国家航天集团工作组在火星宇宙生物学探测项目(ExoMars)合作后，就未来可能的火卫一采样返回任务进行了联合研究，并作了初步讨论。

## 目标

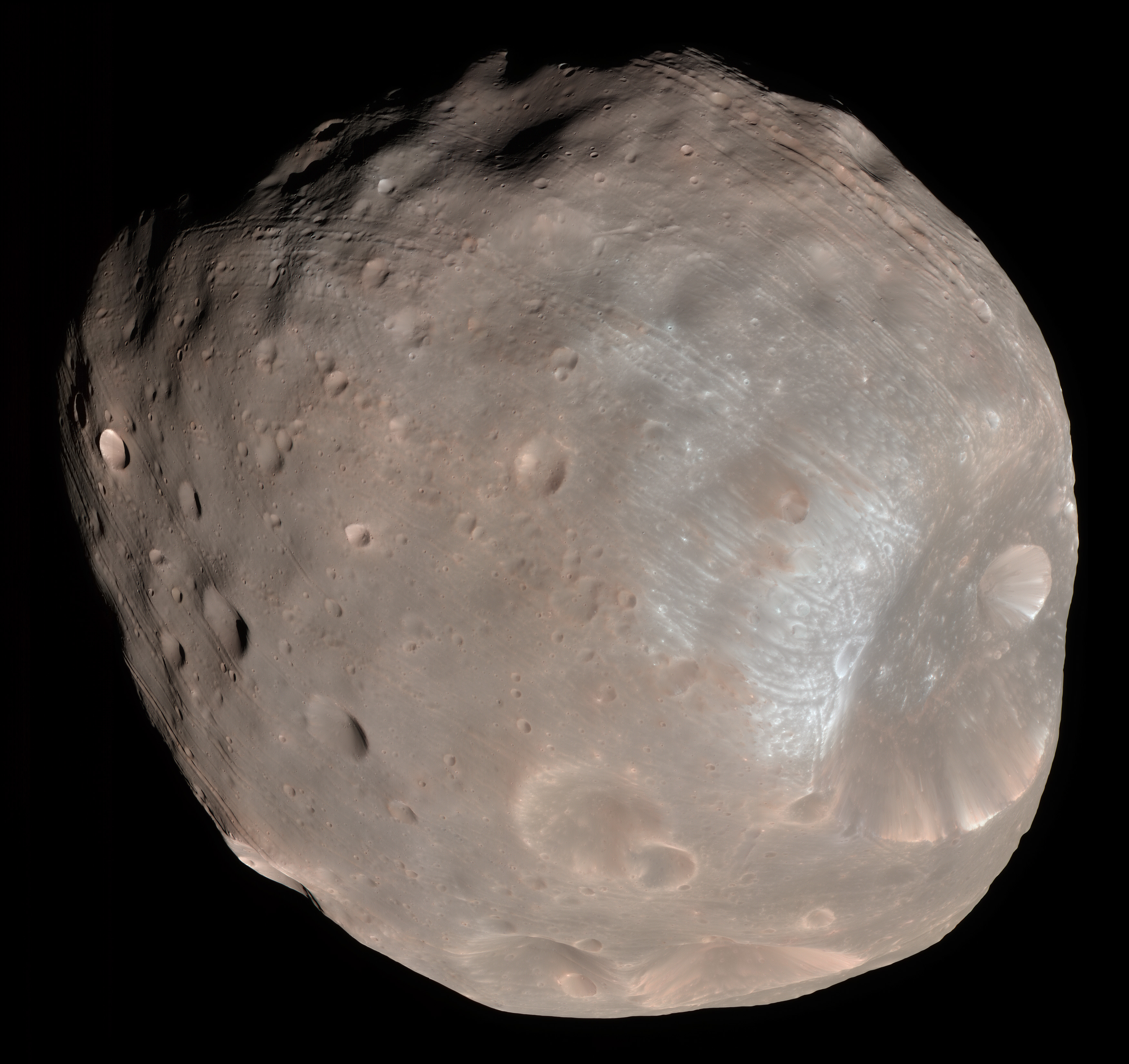
火卫一，火星的两颗卫星之一。

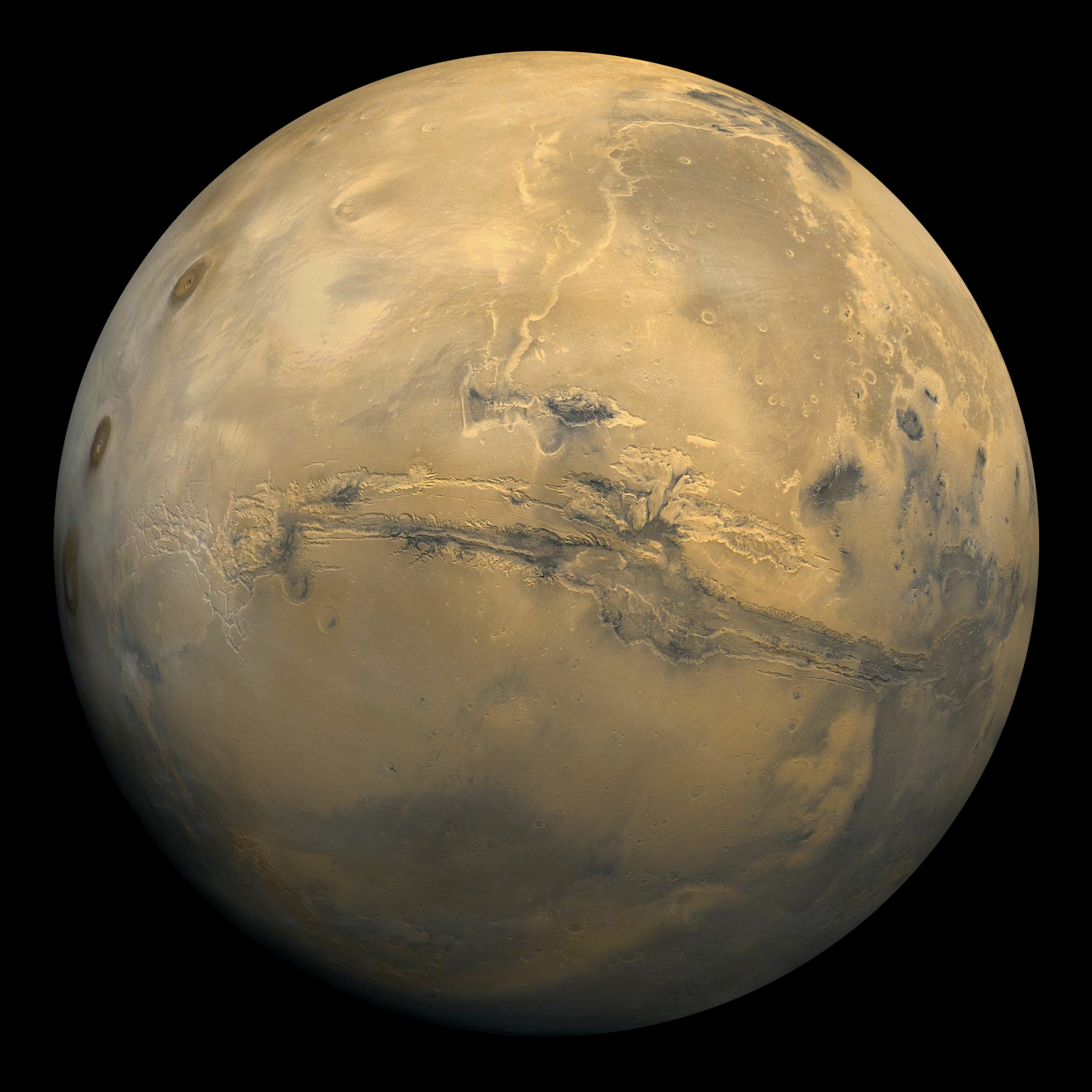
火星

最高科学目标是了解火星卫星火卫一和火卫二的形成及限于太阳系演化的成因(共同形成、捕获、撞击喷出物)
- 从火卫一表面取回100克松散的材料。
- 取样操作至少要涉及火卫一50%的表面。
- 通过任务期间全面性全球和局部测绘后，由科学小组选定着陆地点。
- 严格防止对表面的污染。
- 采集800克样品(带回约100克)。
- 以100米(330英尺)的精度着陆火卫一表面。

任务工程师指出，考虑到着陆的低重力环境，着陆后“不反弹”是一个关键因素。目前，欧空局的工程师倾向于带有可压扁的铝制蜂窝式减震器和二级负载限制器的悬臂式四支起落架腿。

## 航天器
影印号航天器概念现仍处于初步阶段，大概由三个模块组成:
- 搭载地球返回飞行器(ERV)和地球返回舱(ERC)的着陆舱(LM)，执行向火星转移、火星轨道插入和分阶段机动到火卫一附近，然后环绕火卫一并登陆作业，包括着陆和取样。着陆舱将配备一支2米(6.7英尺)取样机械臂。
- 地球返回飞行器(ERV)执行火星逃逸，返回地球并在再入大气层前数小时释放地球返回舱(ERC)。
- 地球返回舱(ERC)—完全被动式：弹道式再入，无降落伞，地面硬着陆，对样品的最大撞击力为1700G[1]。热设计模型表明，再入过程中样品容器温度低于摄氏40°(华氏104°)，样本容器中带有定位信标。

### 建议的探测设备
截止2014年，设想的30千克(66.1磅)有效载荷分别是:
 
- 广角相机
- 窄角相机
- 近景摄影机
- 用于采样的背景相机
- 可视-红外光谱仪
- 红外光谱仪
- 无线电科学侦测

## 任务体系结构
拟议的任务架构是：
1. 用阿丽亚娜5号火箭从库鲁航天基地发射到直接逃逸轨道；
2. 飞行至火星(11个月)；
3. 环绕火卫一/火星运行9个月，实施科学观测和取样(在地表7天)；
4. 从火星返回到地球(8个月)。

## 另请参阅
- 福布斯-土壤
- 火星探测任务列表——维基媒体列表条目
- 火卫一和火卫二及火星环境探测——應該是一個火箭
- 福玻斯计划-1988年苏联火星探测任务。
- 火卫一勘测者-一艘提议的火卫一轨道器。